# The Economist
The Economist è un settimanale di attualità britannico d'informazione politico-economica in lingua inglese, focalizzato su attualità globale, commercio internazionale, politica e tecnologia. Edito a Londra da The Economist Newspaper Limited, la rivista si divide in diverse edizioni per varie regioni del mondo.
La linea editoriale della rivista è liberista e liberale classica: sostiene un'economia orientata ad un mercato libero e globalizzato, tramite misure come privatizzazioni, liberalizzazioni e austerità. Nelle questioni civili segue una linea liberale, mentre in politica estera è interventista.
Nel 2020 la sua diffusione media globale, combinata tra le varie edizioni e versioni, è stata di circa 1,6 milioni di lettori, più della metà dei quali in America settentrionale. Dal 2015 il primo azionista dell'azienda è Exor, la holding della famiglia Agnelli.

## Storia
The Economist fu fondato e diretto nel 1843 da James Wilson, economista e parlamentare britannico fautore del liberismo e dell'abrogazione di una legge protezionistica britannica che, fra il 1815 e il 1846, aveva imposto dazi sull'importazione dall'estero del grano. In seguito, il giornale ha incorporato le pubblicazioni Bankers' Gazette e Railway Monitor. Walter Bagehot, genero di Wilson, lo diresse dal 1860 al 1877; un altro famoso direttore della testata fu il filosofo Herbert Spencer (1848-1853).
Nel numero del 5 marzo 2005 venne annunciato che, nel periodo di luglio-dicembre 2004, la diffusione aveva superato la soglia di un milione di copie settimanali.
Il 12 agosto 2015 Exor, la holding della famiglia Agnelli, è diventata il primo azionista del settimanale economico inglese passando dal 4,7% al 43,4%. Tra gli azionisti di minoranza sono presenti Cadbury, la famiglia Rothschild (21%), Schroder, e Layton.

## Caratteristiche
Gli argomenti maggiormente trattati nel settimanale riguardano la politica, l'economia e gli affari internazionali, anche se sono presenti rubriche periodiche dedicate alla scienza ed alla tecnologia, dandosi altresì ampio spazio alle novità editoriali e ad altri settori della cultura. Ogni due settimane esce un supplemento di approfondimento su particolari problemi dell'economia, di economia di settore, o di aree geografiche.
Un elemento che distingue gli articoli di The Economist è che, pur esprimendo un'opinione ben definita, non portano mai la firma di uno specifico autore, e non figura stampato nemmeno il nome del direttore (ruolo ricoperto dal 2014 da Zanny Minton Beddoes). Una tradizione in vigore da svariati anni vuole che l'unico articolo firmato da un redattore sia quello scritto in occasione della rinuncia alla propria posizione. L'autore di un servizio è nominato solo in limitate circostanze: quando personaggi famosi sono invitati a contribuire con articoli d'opinione; in occasione della pubblicazioni di inchieste; e per evidenziare un potenziale conflitto di interessi nella critica letteraria. I nomi dei redattori e dei corrispondenti dell'Economist si possono comunque trovare sulle pagine del sito web dedicate allo staff.
Lo stile giornalistico è riconoscibile per la forma sintetica, volta a concentrare molteplici informazioni in un testo breve. L'unica caratteristica in comune tra gli articoli è l'ironia con la quale si concludono. Alcuni scherzosamente asseriscono che, finché ai redattori è data la possibilità di esprimersi in questo modo, i loro pareri in fatto di politica, od altro, non contano. Dal 1995, The Economist pubblica ogni settimana il necrologio di un personaggio, più o meno famoso, che si è distinto in qualsiasi settore.
La rivista The Economist è nota anche per il suo Indice Big Mac: il prezzo del Big Mac, un hamburger venduto da McDonald's in quasi tutto il mondo, viene assunto quale valore di riferimento per la comparazione del potere d'acquisto di due valute; nonostante la stravaganza, il metodo si è rivelato, a sorpresa, molto preciso. Nel gennaio, 2004, è stato aggiunto un indice simile chiamato "tall latte index", legato alla società Starbucks.
Il giornale è uno dei finanziatori del Copenaghen Consensus.
Ogni rubrica d'opinione del giornale è dedicata ad un particolare settore d'interesse, ed il titolo indica l'argomento su cui verte:
- Bagehot (Regno Unito) dal nome di Walter Bagehot, esperto della Costituzione britannica e tra i primi redattori-capo dell'Economist.
- Charlemagne (Europa) - dal nome di Carlo Magno, fondatore del Sacro Romano Impero.
- Lexington (Stati Uniti) - da Lexington (Massachusetts), dove ebbe inizio la Guerra d'indipendenza americana.
- Buttonwood (finanza) - una rubrica on-line che prende il nome dall'albero del sicomoro (platano americano), dove i primi operatori commerciali di Wall Street si riunivano per le contrattazioni.
- Banyan (Asia)
- Bello  (Americhe, ad esclusione di Stati Uniti)

## Assetto proprietario
L'Economist è di proprietà dell'Economist Group, società che pubblica anche le testate d'alta finanza della serie CFO, i giornali European Voice e Roll Call (noto come il "quotidiano del Campidoglio"), e cura anche la pubblicazione dell'Economist Intelligence Unit (EIU), una guida agli affari a livello mondiale, con analisi e previsioni sugli orientamenti politici, economici e di mercato di circa duecento nazioni, ed alla cui realizzazione collaborano alcune centinaia di esperti.
Nell'agosto 2015 la holding finanziaria olandese Exor ha acquisito il controllo dell'«Economist Group».

## Linea editoriale
Il liberismo è il principio centrale dell'Economist, e più generalmente il settimanale dichiara di ispirarsi al liberalismo classico. La rivista aspira a un libero mercato globalizzato, e con tale obiettivo promuove una politica economica caratterizzata da privatizzazioni, liberalizzazioni e austerità. L'Economist appoggia il mondo della finanza, come risposta alla grande recessione la rivista ha sostenuto il salvataggio finanziario incondizionato delle banche.
Sul piano internazionale è un forte sostenitore dell'interventismo militare degli Stati Uniti e della NATO. Ha sostenuto la guerra in Afghanistan, l'invasione dell'Iraq e l'intervento militare in Libia.

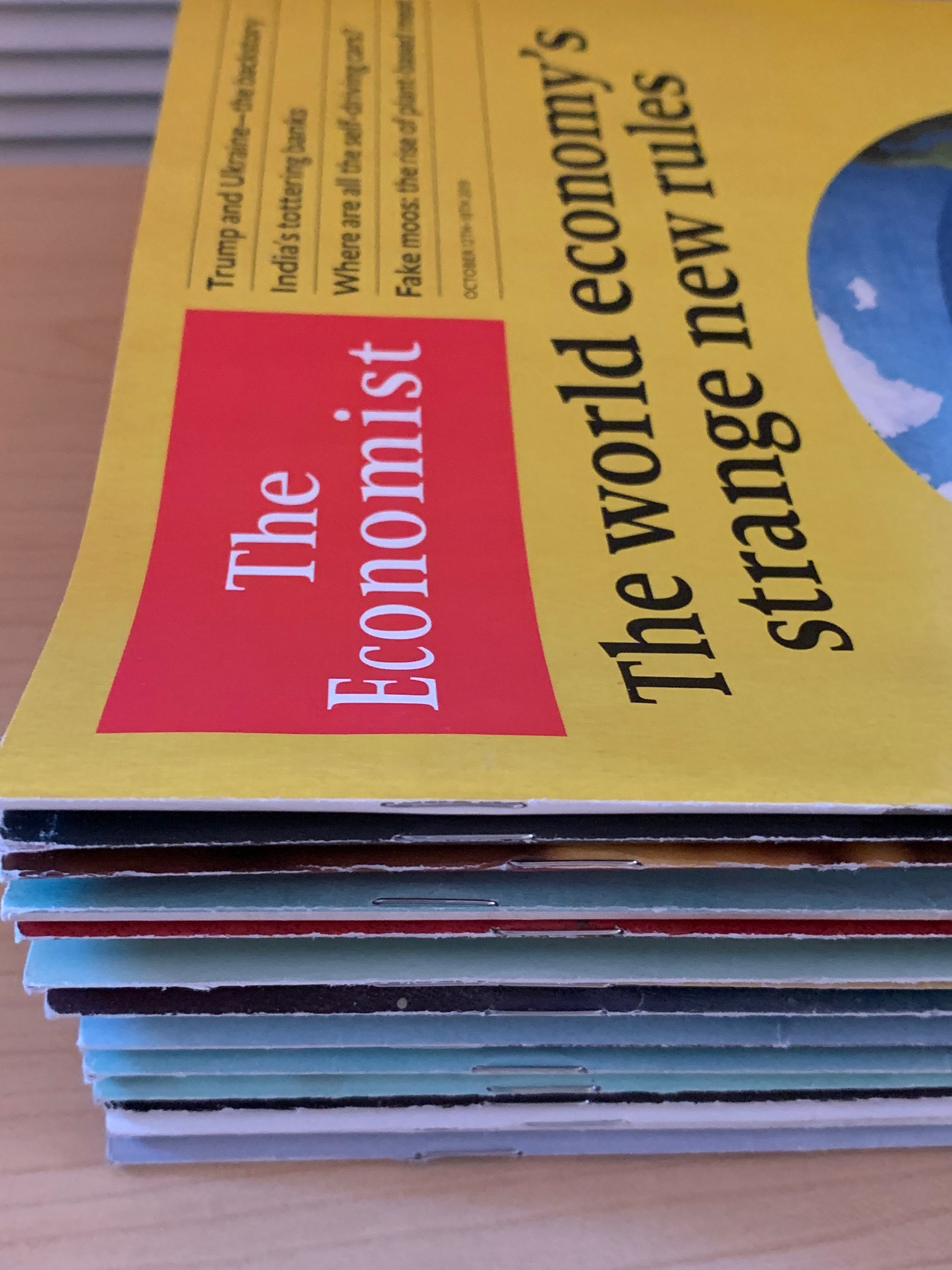
Pila di numeri del periodico

### Contesto
Quando la rivista fu fondata, il termine economicismo indicava ciò che oggi sarebbe definito conservatorismo fiscale; in linea di massima, The Economist sostiene il liberismo economico, ossia il libero mercato, si oppone al socialismo ed è a favore della globalizzazione. Il liberalismo economico è un concetto generalmente associato agli schieramenti politici della destra, soprattutto al di fuori degli Stati Uniti ma, attualmente, gode dell'appoggio di alcuni partiti tradizionalmente di sinistra, in particolare il Labour Party inglese. Il giornale è anche a favore del liberalismo sociale che, specialmente negli Stati Uniti, è considerato di sinistra. Questo contrasto nasce in parte dalle origini del giornale nel contesto del liberalismo classico, che è contrario all'ingerenza del governo sia negli affari sociali che economici. Secondo l'opinione di Bill Emmot «l'orientamento dell'Economist è sempre stato liberale, non conservatore»; oggi si direbbe che nel suo atteggiamento si rileva una tendenza verso la difesa delle libertà civili; in ogni modo, i pareri dei singoli collaboratori sono molto diversi.
Una breve storia del The Economist è illustrata in questo modo dai redattori di Economist.com:
Quali sono gli ideali in cui crede The Economist, a parte la teoria del libero mercato?: "A The Economist piace ancora pensare di appartenere ai Radicali. Il centro estremo è la posizione storica del giornale". Questa affermazione è vera oggi come nel 1955, quando Geoffrey Crowther la pronunciò. The Economist si ritiene nemico dei privilegi, della vanagloria e della prevedibilità. Ha dato il proprio appoggio a politici conservatori come Ronald Reagan e Margaret Thatcher; ha sostenuto gli Americani in Vietnam; però, ha anche approvato la politica di Harold Wilson e Bill Clinton, ed abbracciato numerose cause liberali, opponendosi alla pena di morte fin dai primi giorni, e dichiarandosi favorevole alla riforma del diritto penale ed alla decolonizzazione, come pure — negli ultimi tempi — regolamentazione della vendita di armi ed al matrimonio tra omosessuali.

### Sostegno
Per quanto riguarda le tematiche politiche e sociali ha sostenuto le seguenti cause:
- Matrimonio fra persone dello stesso sesso: "Perché a una coppia di adulti consenzienti e innamorati dovrebbe essere negato un diritto che altri invece hanno e che, se esercitato, non danneggerebbe nessuno?"[13]
- legalizzazione della prostituzione: "Tutti devono avere il permesso di vendere e comprare qualsiasi cosa, compreso il proprio corpo."[14]
- legalizzazione delle droghe.[15]
- passaggio dalla monarchia alla repubblica. (Ottobre 1994)
- guerra in Iraq
- privatizzazione delle imprese.[16]
- inasprimento delle leggi sul possesso delle armi negli Stati Uniti[17]
- ingresso della Turchia nell'Unione europea
- esplorazione dello spazio da parte di organizzazioni private come Scaled Composites SpaceShipOne, al posto della NASA o della ESA
- regolamentazioni di governo nei settori in cui i rapporti economici non sono proficui o non esistono (per es. l'ambiente)
- donazioni da parte di privati e del governo, ma condanna di gran parte della beneficenza fatta dalle grandi compagnie che le considerano un "vantaggio creditizio" (per esempio, sono favorevoli al fatto che sia Bill Gates attraverso la propria Bill & Melinda Gates Foundation, e non la società Microsoft, l'organismo internazionale da cui proviene gran parte della beneficenza)
- sovvenzioni a favore dell'istruzione scolastica

In uno dei suoi articoli più controversi il settimanale ha anche sostenuto la teoria del voluntary human extinction in un futuro non prevedibile.

### Opposizione
The Economist è contrario a:
- pena di morte
- monarchia[19]
- settimana lavorativa di 35 ore
- corresponsione di un salario minimo ai lavoratori inglesi
- la Costituzione Europea

È stato inoltre uno dei media più critici nei confronti dell'imprenditore e politico Silvio Berlusconi, posizione nata sotto la direzione di Bill Emmott.

### Sostegno elettorale
Come molti giornali, The Economist dalle sue pagine sostiene uno dei contendenti in occasione delle più importanti elezioni politiche. Se si eccettua la ferma opposizione ad alcune personalità, il periodico britannico ha appoggiato diverse idee politiche, senza particolari distinzioni. Così, in passato è capitato che abbia sostenuto:
- Bill Clinton, democratico (Elezioni presidenziali statunitensi del 1992)
- Bob Dole, repubblicano (Elezioni presidenziali statunitensi del 1996)
- Partito Conservatore del Regno Unito, guidato da John Major (Elezioni politiche, 1997)[21]
- George W. Bush, repubblicano (Elezioni presidenziali degli Stati Uniti, 2000)
- Michael Bloomberg, repubblicano, per l'elezione a sindaco di New York nel 2001[22]
- Partito Laburista britannico, guidato da Tony Blair (Elezioni generali nel Regno Unito del 2001)[23]
- Unione Cristiano Democratica, guidato da Edmund Stoiber (elezioni in Germania, 2002)[24]
- Arnold Schwarzenegger, (rielezioni repubblicane in California, 2003)
- Ken Livingstone, laburista, (elezioni del sindaco di Londra, 2004)
- coalizione liberale, guidata da John Howard (elezioni parlamentari in Australia, 2004);
- John Kerry, democratico (Elezioni presidenziali negli Stati Uniti d'America del 2004)[25]
- Partito Laburista britannico, guidato da Tony Blair (elezioni generali, 2005):[26]
- Romano Prodi, democratico (Elezioni politiche in Italia del 2006)[27]
- Barack Obama, democratico (Elezioni presidenziali negli Stati Uniti d'America del 2008)[28]
- David Cameron, leader del Partito conservatore (elezioni generali nel Regno Unito del 2010)
- Kevin Rudd, laburista (elezioni australiane del 2013)
- Angela Merkel, CDU (elezioni tedesche del 2013)
- il no al referendum sull'indipendenza della Scozia
- la permanenza della Gran Bretagna nell'Unione Europea (referendum del 23 giugno 2016)
- Joe Biden, democratico (Elezioni presidenziali negli Stati Uniti d'America del 2020)[29]

## Tiratura
Secondo le statistiche fornite dall'Audit Bureau of Circulations (ABC), la diffusione del giornale si è attestata, nella seconda metà del 2020, su 1 583 955 copie mensili tra versione cartacea ed equivalente digitale. La provenienza dei lettori del formato cartaceo è così distribuita: il 58% dal Nord America, il 17% dal Regno Unito, il 17% dall'Europa continentale, il 6% dall'Asia-Pacifico, l'1% dall'America Latina e il rimanente 1% da Africa e Medio Oriente.
The Economist Newspaper Limited è una consociata di The Economist Group, con capitale suddiviso a metà fra azionisti privati ed il Financial Times, a sua volta affiliata a The Pearson Group; l'autonomia editoriale del The Economist è comunque rigorosamente appoggiata.

## Lettere al giornale
The Economist riceve spesso lettere da importanti uomini d'affari, politici e portavoce di ministeri, ONG e gruppi di interesse. A volte, tematiche controverse fanno pervenire migliaia di lettere come, per esempio, nel caso dell'inchiesta sulla responsabilità sociale d'impresa, pubblicata nel gennaio 2005, cui fecero seguito interventi numerosi critici da parte di varie organizzazioni e dirigenti di multinazionali.

## Censura
Gli articoli di opinione che criticano i regimi autoritari, ad esempio la Cina, spesso vengono rimossi dalle autorità di questi paesi. Nelson Mandela ha dichiarato che, quando era in carcere in Sudafrica, ha continuato a ricevere le copie della rivista fino a che le autorità locali si sono accorte che gli articoli non riguardavano soltanto l'economia, e che il giornale si stava schierando su posizioni contro il regime dell'apartheid. Il governo dell'Arabia Saudita, ed anche altri governi, censurano la rivista, che appare spesso nelle edicole senza alcune pagine. Certe questioni (come quella riguardante la morte del re Fahd nel 2005) furono messe all'indice dalla monarchia. Il governo presieduto da Robert Mugabe, nello Zimbabwe, andò oltre, ed imprigionò il locale corrispondente del The Economist, accusandolo di aver violato una legge contro "la stampa menzognera".

## Direttori
- Geoffrey Crowther, 1938-1956
- Donald Tyerman, 1956-1965
- Alistair Burnett, 1965-1974
- Andrew Knight, 1974-1986
- Rupert Pennant-Rea, 1986-1993
- Bill Emmott, 1993-2006
- John Micklethwait, 2006-2015
- Zanny Minton Beddoes, 2015 - oggi